# Inés Kaspers
Inés Kaspers es una deportista española que compitió en judo. Ganó una medalla de bronce en el Campeonato Europeo de Judo de 1982, en la categoría de –72 kg.

## Palmarés internacional
| Campeonato Europeo | Campeonato Europeo | Campeonato Europeo | Campeonato Europeo |
| Año                | Lugar              | Medalla            | Categoría          |
| ------------------ | ------------------ | ------------------ | ------------------ |
| 1982               | Oslo (Noruega)     | Medalla de bronce  | –72 kg             |